# Rówienko, West Pomeranian Voivodeship
Rówienko [ruˈvʲɛŋkɔ] là một ngôi làng thuộc khu hành chính của Gmina Barlinek, thuộc quận Myślibórz, West Pomeranian Voivodeship, ở phía tây bắc Ba Lan. Nó nằm khoảng 5 kilômét (3 mi) về phía tây bắc của Barlinek, 23 km (14 mi) phía đông bắc Myślibórz và 57 km (35 mi) về phía đông nam của thủ đô khu vực Szczecin.
Trước năm 1945, khu vực này là một phần của Đức. Đối với lịch sử của khu vực, xem Lịch sử của Pomerania.
Làng có dân số 40 người.